# رقائق الدجاج
أكلة من المطبخ الصيني تحضّر من رقاقات العجين، صدور الدجاج، الجبن المبشور وعادةً ما يستخدم جبن الشيدر أو الموزاريلا، البيض، الدقيق أو الكعك المطحون بالإضافة إلى المنكهات كالفلفل والملح والصلصة التي تكون حارة أو يمكن استخدام صلصة المايونيز.
بعد تحضير هذه الرقائق، تقلّى بالزيت وتقدّم ساخنة.